# Viaje de la familia Mozart

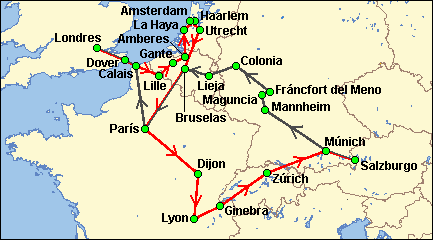
El mapa muestra el gran viaje, de 1763 a 1766. La línea negra muestra el viaje de ida hacia Londres, entre 1763 y 1764. La línea roja muestra el viaje de vuelta a Salzburgo, entre 1765 y 1766. La línea superpuesta muestra el viaje en ambas direcciones.

El viaje de la familia Mozart, también conocido como gran viaje, fue  realizado por Leopold Mozart, su esposa Anna Maria y sus hijos Maria Anna (Nannerl) y Wolfgang Amadeus entre 1763 y 1766, en el que recorrieron varias de las capitales y principales ciudades de Europa Occidental. Leopold era músico en la corte del príncipe-arzobispo de Salzburgo y en 1763 accedió al cargo de segundo maestro de capilla. Obtuvo un permiso prolongado para ausentarse de su puesto gracias al talento precoz de sus hijos, de once y siete años, para mostrarlo al mundo occidental y mejorar la educación musical de ambos.
Las habilidades extraordinarias de los niños ya habían sido reveladas durante las visitas a Múnich y Viena en 1762. En Viena habían actuado ante la emperatriz María Teresa y gracias a una serie de actuaciones públicas ganaron considerables sumas de dinero. Las oportunidades sociales y pecuniarias que podrían obtener al realizar un viaje prolongado, recorriendo las principales cortes europeas, complementaron lo que Leopold entendió que era su deber «como católico y alemán» de mostrar el talento prodigioso de sus niños.
El gran itinerario del viaje llevó a la familia desde Salzburgo a Bruselas, vía Múnich y Fráncfort. Desde allí viajaron a París y, después de una estancia de cinco meses en la ciudad francesa, se marcharon a Londres y permanecieron allí 15 meses, la que sería su estancia más larga durante este viaje. En Londres, Wolfgang conoció a algunos de los músicos más destacados de la época, escuchó mucha música y compuso sus primeras sinfonías. La familia continuó su viaje hacia los Países Bajos, donde el programa de actuaciones fue interrumpido por las enfermedades de ambos niños, pero Wolfgang siguió componiendo prolíficamente. El viaje de vuelta incorporó una segunda parada en París y un viaje por Suiza, antes de la vuelta de la familia a Salzburgo en noviembre de 1766.
Las interpretaciones de los niños inspiraron comentarios de admiración y asombro dondequiera que actuaran. Sin embargo, las ganancias económicas del viaje, aunque según se informa fueron sustanciales, no cambiaron el modo de vida de la familia y Leopold continuó al servicio del príncipe-arzobispo. El viaje aportó a los niños una gran experiencia en el mundo musical cosmopolita. Los Mozart recibieron una educación excepcional que, en el caso de Wolfgang, continuaría con más viajes durante los siguientes seis años.

## Antecedentes

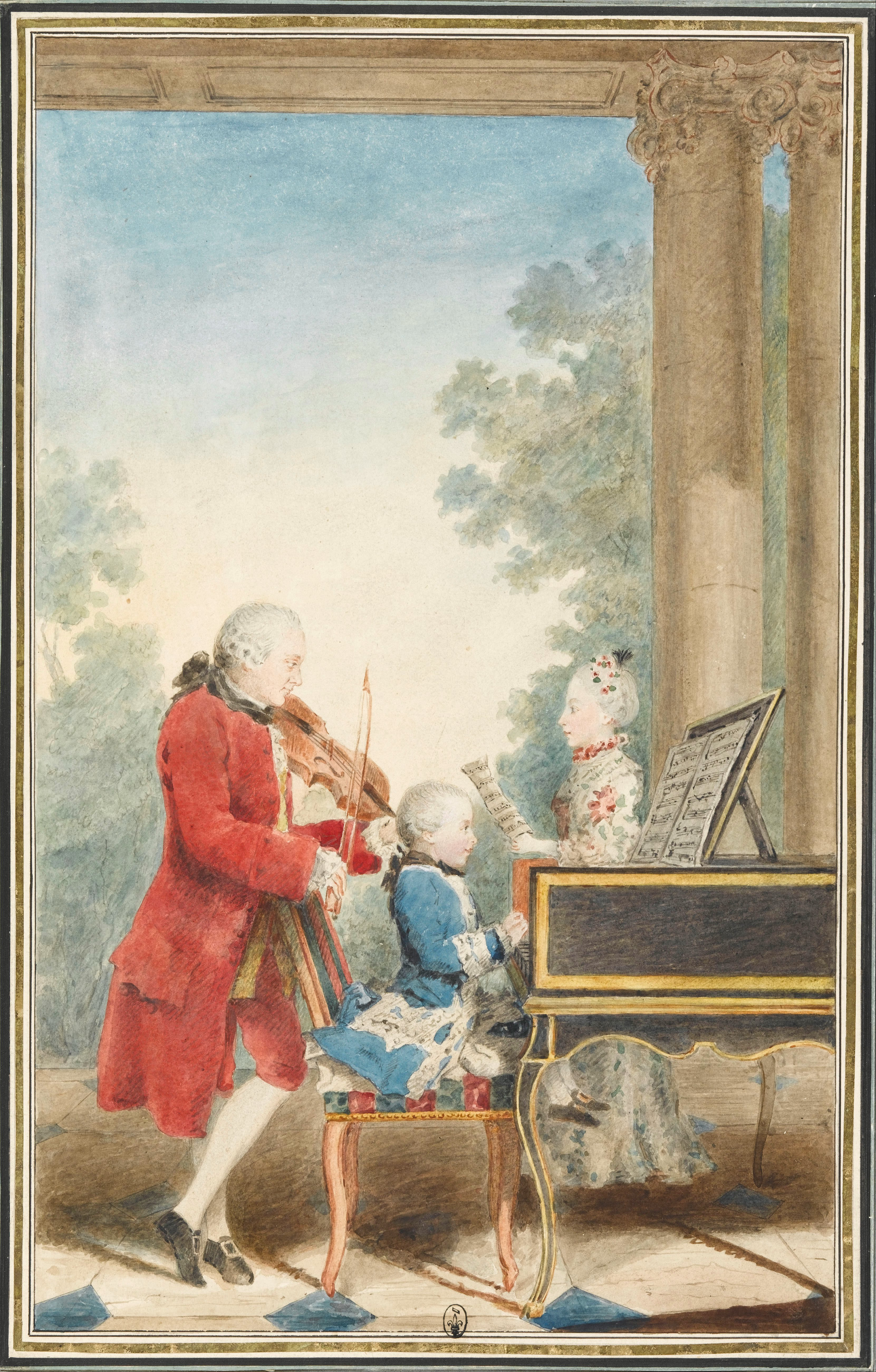
La familia Mozart durante su viaje: Leopold, tocando el violín; Wolfgang Amadeus, al clavecín y Nannerl, cantando. Acuarela de Louis Carrogis Carmontelle hacia 1763.

Los niños Mozart no fueron los únicos niños prodigio de la música del siglo XVIII. El escritor Gary Spruce afirma que había cientos de casos similares y cita a William Crotch de Norwich que en 1778, a la edad de tres años, daba recitales de órgano. Jane O'Connor relaciona la popularidad de los niños prodigio en esa época «con el hecho extraordinario que suponía un niño especial, tanto por su entretenimiento potencial como por su valor económico». Otros contemporáneos de Mozart fueron el violinista y compositor Thomas Linley, que nació el mismo año que Wolfgang (1756), y el organista Siegmund Bachmann. Wolfgang Amadeus Mozart fue, sin embargo, quien finalmente se erigiría como figura entre los niños prodigio a modo de estándar del éxito precoz y como joven promesa.
Debido a la altísima mortalidad infantil en la Europa de la época, de los 7 hijos que tuvieron Leopold y Anna Maria Mozart solo sobrevivieron la cuarta, María Anna (Nannerl), nacida el 31 de julio de 1751, y el más joven, Wolfgang Amadeus, nacido el 27 de enero de 1756. Los niños fueron educados en casa, bajo la dirección de Leopold. Allí aprendieron los principios básicos de la lectura, la escritura, el dibujo y la aritmética, junto con algunas nociones de historia y geografía. Su educación musical comenzó siendo muy jóvenes, por el ensayo constante y la interpretación de Leopold y sus colegas músicos. Cuando Nannerl tenía siete años, su padre comenzó a enseñarle a tocar el clavicordio mientras era observada por Wolfgang. Según cuenta la propia Nannerl:

El muchacho inmediatamente mostró su talento extraordinario, dado por Dios. A menudo pasaba mucho tiempo en el teclado, eligiendo terceras, que a él siempre le sorprendían y mostraba con placer que el sonido le gustaba. [...] A los cuatro años de edad, su padre comenzó a enseñarle, como un juego, a interpretar unos minuetos y otras piezas en el teclado. [...] Podría tocarlo impecablemente y con la mayor delicadeza y manteniendo exactamente el tempo. [...] a la edad de cinco años ya componía pequeñas piezas, que después interpretaba para su padre, al que estaban dedicadas.

Un amigo de la familia, el poeta Johann Andreas Schachtner, relató que a la edad de cuatro años Wolfgang comenzó a componer un apreciable concierto para piano y fue capaz de demostrar un sentido fenomenal de la entonación.

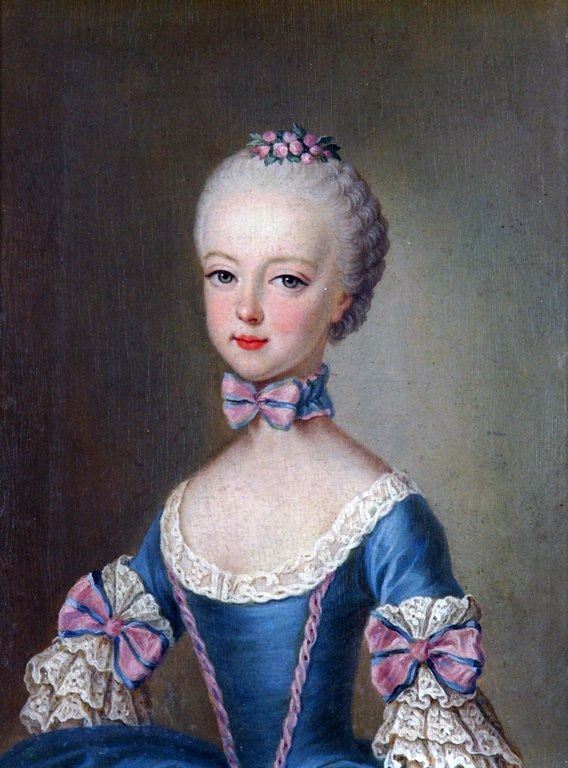
María Antonieta a los 7 años, cuando se encontró con Mozart en Viena, por Martin van der Meytens.

La propia Nannerl fue una alumna sumamente aplicada, no menos rápida para el aprendizaje que su hermano, y tocaba el teclado con un virtuosismo asombroso para la época cuando tenía once años. En 1762, Leopold llevó a los niños a Múnich para actuar para Maximiliano III, el príncipe elector de Baviera. Leopold entonces llevó a la familia entera a Viena, en un viaje que duró tres meses. Se había asegurado las invitaciones de varios patrones nobles y, tres días antes de llegar, los niños actuaron en el palacio del conde Collalto. Entre los presentes se encontraban el consejero del Tesoro vienés y el futuro primer ministro Johann Karl conde Zinzendorf, que anotó en su diario que «un niño, que dijo tener sólo cinco años y medio [Wolfgang tenía en realidad casi siete años], tocó el clavicordio». Después de una representación ante el Rector Imperial, invitaron a Mozart a la corte imperial, donde la emperatriz María Teresa comprobó las capacidades de Wolfgang requiriéndolo para que actuara con el teclado cubierto. Durante esta visita a la corte, Wolfgang conoció a la archiduquesa María Antonia, la futura reina María Antonieta de Francia, que era dos meses mayor que él. El biógrafo de Mozart Eric Blom relata una anécdota de cómo la Archiduquesa ayudó a Wolfgang cuando resbaló sobre el piso pulido; entonces la Archiduquesa, según se supone, recibió una petición de mano a cambio.
Como los Mozart comenzaron a ser unos niños destacados entre la aristocracia vienesa, a menudo les pedían que realizaran varias actuaciones en un mismo día. Fueron bien recompensados por esta actividad y al final de su agitada primera semana en Viena, Leopold fue capaz de enviar a casa el equivalente del sueldo de más de dos años. Su programa de actuaciones fue interrumpido cuando Wolfgang cayó enfermo de escarlatina y no logró recuperar su antiguo ímpetu. Sin embargo, la visita hizo que Leopold se mostrara impaciente por conseguir posibles oportunidades para el éxito social y financiero de su familia. En su vuelta a Salzburgo, Wolfgang tocó el clavicordio y el violín en un concierto de cumpleaños para el Arzobispo, hecho que causó un asombro evidente entre los asistentes al acto.

## Gran viaje

### Preparativos

Leopold Mozart alrededor de 1765.

En una carta a su amigo y patrón Lorenz Hagenauer (1712-1792), escrita después del viaje, Leopold cita las palabras del diplomático alemán Friedrich Melchior, barón von Grimm, que había dicho, después de escuchar la interpretación de los niños: «Ahora por una vez en mi vida he visto un milagro: este es el primero». Leopold creyó que proclamar este milagro al mundo era un deber hacia su país, su príncipe y su Dios, por lo que tenía que mostrar a Nannerl y Wolfgang a la alta sociedad europea, de otra manera sería la criatura más ingrata. El biógrafo de Mozart, Wolfgang Hildesheimer, ha sugerido que, al menos en el caso de Wolfgang, esta empresa era prematura: «demasiado pronto, el padre arrastró al hijo por todas partes de Europa Occidental durante años. Ese cambio continuo de lugar habría desgastado incluso a un niño robusto...». Sin embargo, hay pocas pruebas que sugieran que Wolfgang resultara dañado físicamente o se viera obstaculizada su progresión musical por estos esfuerzos en su niñez y parece que se sintió indiferente ante el desafío del comienzo del viaje.
Leopold quería comenzar el viaje en cuanto fuera posible, ya que cuanto más jóvenes fueran los niños, más espectacular sería la demostración de sus dones. La ruta que tenía pensada tomar incluía el sur de Alemania, Países Bajos de los Habsburgo, París, Suiza y posiblemente el norte de Italia. El viaje a Londres solo fue añadido después del impulso obtenido durante la visita parisiense y el viaje final neerlandés fue un desvío que inicialmente no estaba previsto. El plan era recorrer tantas cortes principescas europeas como fuera posible, así como las grandes capitales de la cultura, ya que Leopold confiaba en su red de contactos musicales y sociales más recientes para obtener invitaciones de las cortes reales. Prácticamente, la ayuda le vino de Hagenauer, cuya amplia red de conexiones en las principales ciudades aportó a Mozart grandes facilidades. Estos contactos les permitieron ganar dinero por el camino y Leopold esperaba que los beneficios de sus interpretaciones entraran a raudales.
Wolfgang se preparó para el viaje perfeccionando su técnica interpretativa con el violín, que al parecer había aprendido a tocar de forma autodidacta. Como preparación más general, los niños estaban encantados de poder tocar juntos, algo que nunca dejaron de hacer. Durante el viaje, incluso durante los días más ocupados, realizaban su práctica diaria, obteniendo buenos resultados en las actuaciones de su agitado programa. Para poder comenzar el viaje, Leopold necesitaba el consentimiento de su patrón, el príncipe-arzobispo. Leopold acababa de ser designado como segundo maestro de capilla en enero de 1763. Sin embargo, el arzobispo le concedió un amplio permiso de ausencia, alegando que los éxitos de Mozart traerían la gloria a Salzburgo, a su soberano y a Dios.

### Primeras etapas (julio a noviembre de 1763)

Retrato de Wolfgang Amadeus Mozart pintado por encargo de Leopold Mozart en 1763, cuando la familia inició su gran viaje. El autor es desconocido aunque posiblemente fuera Pietro Antonio Lorenzoni.

El comienzo del viaje, el 9 de julio de 1763, fue desfavorable. Durante el primer día, una rueda del carro se rompió y fue necesaria una pausa de 24 horas para realizar la reparación. Leopold convirtió este retraso en ventaja, ya que llevó a Wolfgang a una iglesia cercana en Wasserburg am Inn donde, según Leopold, el muchacho tocó el órgano de pedales como si hubiera estado estudiándolo durante meses. En Múnich, durante las tardes sucesivas, los niños actuaron ante el príncipe elector Maximiliano III y obtuvieron por esas actuaciones el equivalente a la mitad del sueldo anual de Leopold de 354 florines. La siguiente parada era Augsburgo, donde residía la madre de Leopold pero ésta rechazó asistir a cualquiera de los tres conciertos que dieron allí. La familia entonces siguió adelante a Schwetzingen y a la corte Mannheim, donde la interpretación de los niños al parecer asombró al príncipe elector de Baviera y Palatinado, Carlos Teodoro, y a su esposa, Isabel Augusta de Sulzbach.
La siguiente parada prolongada fue en Maguncia. El Elector estaba enfermo, pero Mozart dio tres conciertos en la ciudad, por los que ganó 200 florines. Desde Maguncia, la familia tomó un barco mercante por el río Meno hasta Fráncfort, donde dieron varios conciertos públicos. Entre los asistentes al primero de ellos se encontraba Johann Wolfgang von Goethe, de catorce años de edad, que muchos años más tarde recordaría al «pequeño muchacho con su peluca y su espada». Un anuncio de estos conciertos aseguraba que «la muchacha» tocaría «las piezas más difíciles de los principales maestros», mientras que «el muchacho» daría un concierto con el violín y también repetiría su truco realizado en Viena anteriormente en el que tocó el teclado completamente cubierto por un paño. Finalmente «él realizará una improvisación, no sólo en el fortepiano, sino también en el órgano... en todas las claves, incluso en las más difíciles, que puedan pedirle».
Entonces la familia tomó otro barco hacia Coblenza, y de allí a Bonn y a Colonia. En Aquisgrán actuaron ante la princesa Ana Amalia de Prusia, hermana de Federico II el Grande. La Princesa trató de convencer a Leopold de que abandonara su itinerario y fueran a Berlín, pero Leopold se opuso. «Ella no tiene dinero», escribió Leopold a Hagenauer, explicándole que ella había pagado la actuación con besos. «Ni mi anfitrión ni el administrador de correos van a contentarse con besos». La siguiente etapa del viaje les llevó hasta los Países Bajos de los Habsburgo, donde visitaron Lieja antes de llegar a la capital de la región, Bruselas, el 5 de octubre. Después de una larga espera, el gobernador general, el príncipe Carlos de Lorena, los convocó («A su Alteza el príncipe realmente sólo le interesa la caza, comer y beber», escribió Leopold a Hagenauer), en un magnífico concierto que tuvo lugar en presencia del príncipe el 7 de noviembre. Alrededor del 15 de ese mes, la familia se marchó hacia París.
Durante la larga estancia en Bruselas, Wolfgang cambió su interés que estaba centrado en la interpretación por la composición. El 14 de octubre terminó un Allegro para clavicordio, que más tarde sería incorporado en la Sonata para violín n.º 1 en do mayor KV. 6, que completó en París.

### París (noviembre de 1763 – abril de 1764)

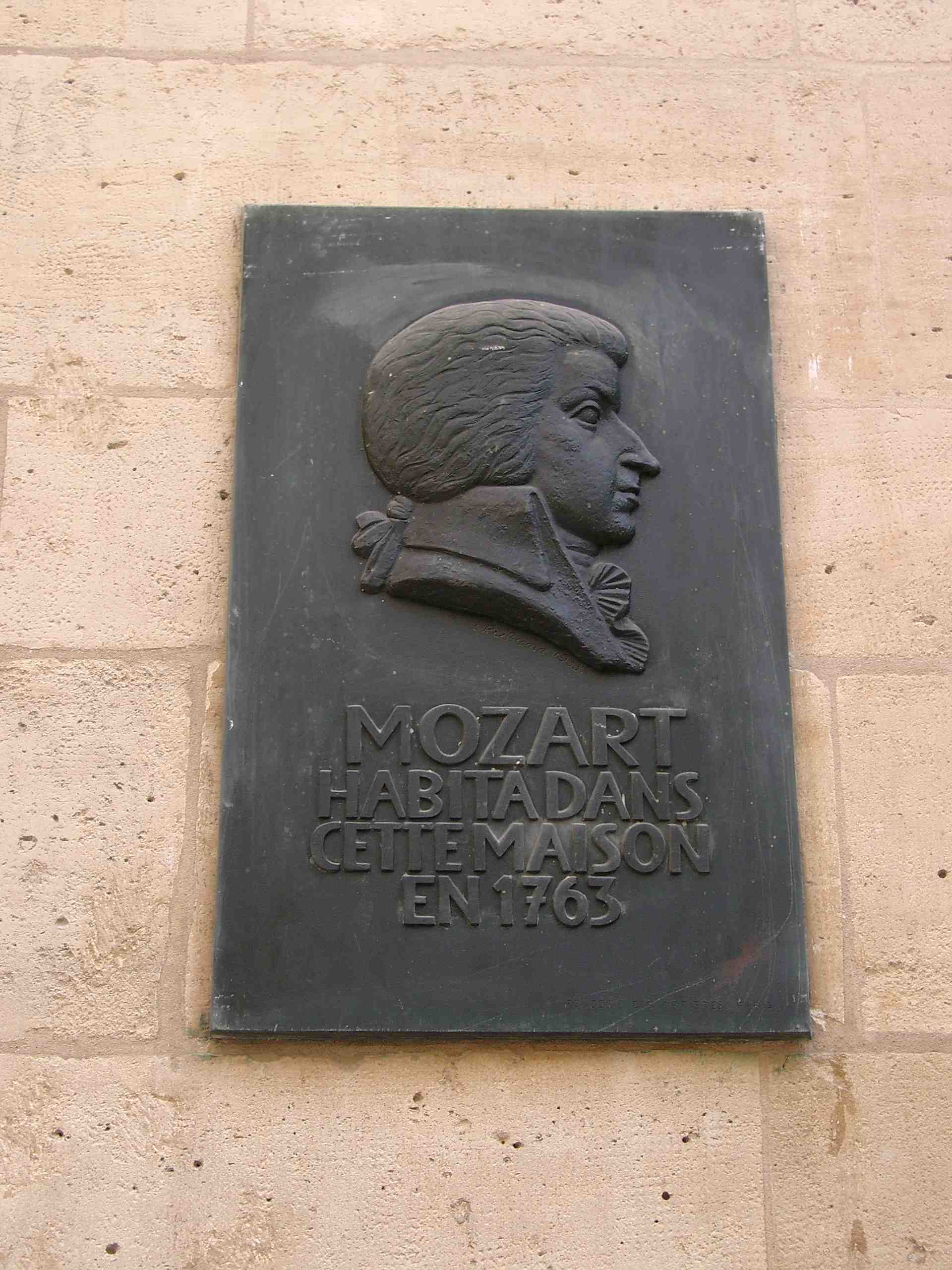
Placa en el Hôtel Beauvais, en el que la familia Mozart estuvo alojada durante su estancia en París entre 1763 y 1764.

El 18 de noviembre de 1763 la familia Mozart llegó a París, el centro musical más importante de Europa en aquella época y también una ciudad de gran poder, riqueza y actividad intelectual. En el cercano Versalles estaba la corte de Luis XV, donde Leopold esperaba ser recibido. Sin embargo, una muerte reciente en la familia real impidió cualquier invitación inmediata, por lo que Leopold buscó otros contratos. El biógrafo Eric Blom escribe que al principio no se hizo demasiado caso a la familia, aunque las cartas de Leopold registren apariciones en varias casas de la nobleza. Una persona que prestó especial atención a los niños fue el diplomático alemán Friedrich Melchior von Grimm, cuyo diario registra las hazañas de Wolfgang con estos entusiastas términos: «la mayor parte de los maestros de capilla consumados no podían tener una mayor profundidad en la ciencia de la armonía y la modulación». Leopold escribió unos meses más tarde una valoración similar: «mi niña, aunque sólo tiene 12 años, es uno de los intérpretes más hábiles de Europa y, en una palabra, mi hijo sabe más en su octavo año de lo que se esperaría en un hombre de cuarenta».

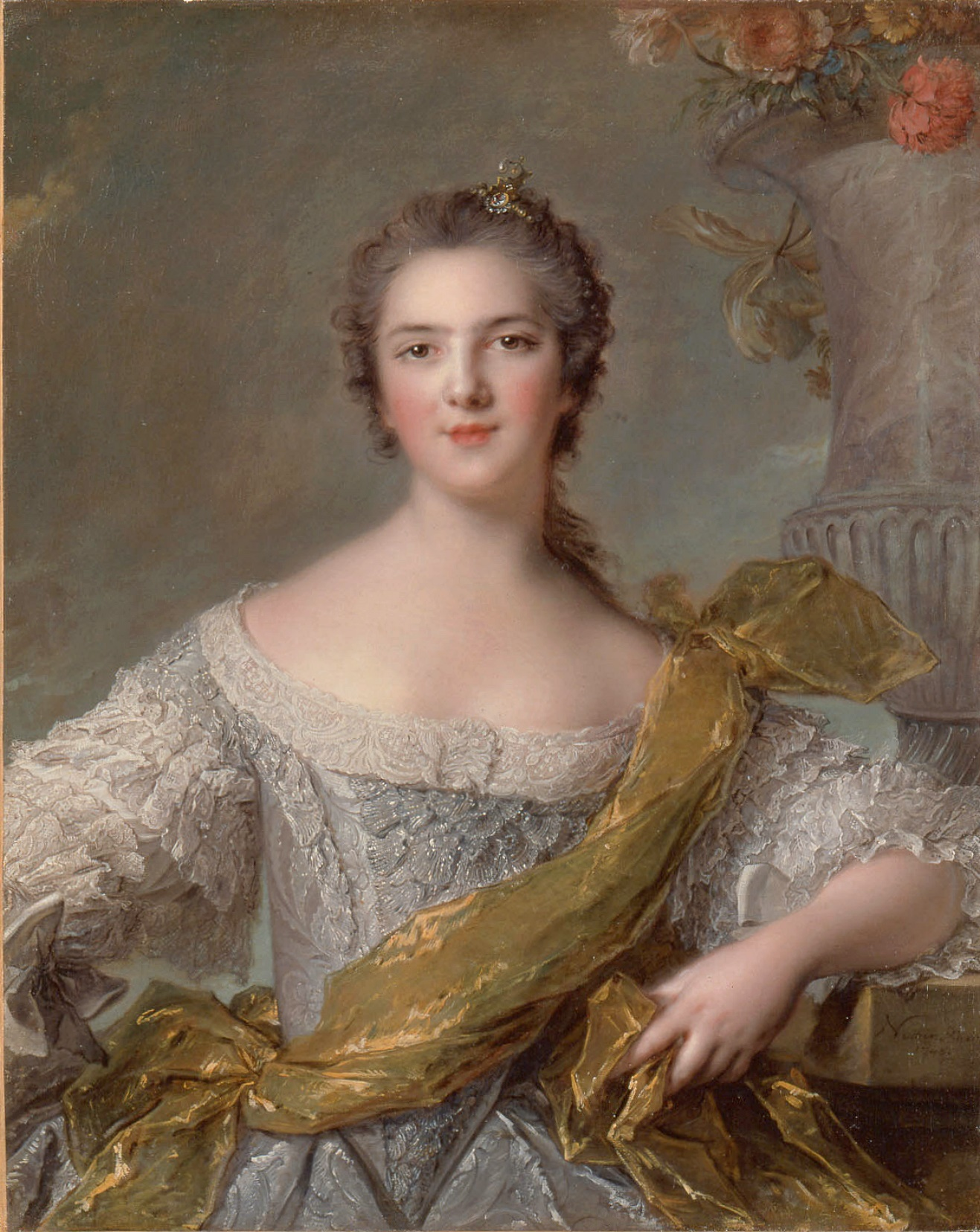
Mozart dedicó las sonatas para clavicordio y violín, KV 6 y KV 7 a la princesa Victoria de Francia.

El 24 de diciembre la familia se trasladó a Versalles durante dos semanas en las cuales, gracias a un contacto en la corte, pudieron asistir a una cena real, donde según se informa permitieron a Wolfgang besar la mano de la reina María Leszczynska. En Versalles también visitaron a la famosa cortesana Madame de Pompadour, que se encontraba en los últimos meses de su vida. Leopold la definió como «una mujer sumamente arrogante que todavía dominaba todo». En los recuerdos posteriores de Nannerl, describió que Wolfgang permaneció en pie sobre una silla para ser examinado por Madame de Pompadour, que no le permitiría besarla.
No hay ninguna evidencia de que los niños ofrecieran un concierto formal en Versalles. En febrero de 1764 la oficina de hospitalidades real les dio 50 luises de oro (aproximadamente 550 florines) y una tabaquera de oro, presumiblemente por entretener a la familia real en privado, pero no existen más detalles de este hecho. Realizaron algunos conciertos adicionales en París el 10 de marzo y el 9 de abril, en un teatro privado en la calle et Porte St Honoré. En este tiempo se publicaron las primeras obras compuestas por Wolfgang: dos pares de sonatas para clavicordio y violín, KV 6 y KV 7, y KV 8 y KV 9. Estos pares se convirtieron en los opus 1 y 2 en el catálogo privado de Leopold de las obras de su hijo. El primer par de sonatas estaba dedicado a la hija del Rey, la princesa Victoria de Francia, y el segundo a la condesa de Tessé. En la composición de estas sonatas Wolfgang desarrolló el material que al principio había sido escrito como piezas para clavicordio solista e incluyeron el Allegro que había compuesto en Bruselas en la primera sonata, la KV 6 en do mayor. Esta consiste en cuatro movimientos, mientras que las sonatas posteriores, la KV 7 en re mayor, la KV 8 en si♭ (bemol) mayor y la KV 9 en sol mayor, son tres obras con movimientos más convencionales. El biógrafo de Mozart, Stanley Sadie, comenta que algunos aspectos de las piezas son bastante infantiles e ingenuos, pero que sin embargo, su técnica es «asombrosamente segura, su línea de pensamiento es clara y llana y su equilibrio formal está fuera de cualquier reproche».
En París tomaron la decisión de ir a Londres, quizás por el consejo de los conocidos músicos y cortesanos de Leopold, que probablemente le habrían informado que Inglaterra era, en las palabras del estudioso de la carrera de Mozart, Neal Zaslaw, «conocida por el entusiasmo con el que recibían a los músicos continentales y la extravagancia con la que los recompensaban». El 10 de abril la familia fue a Calais y después de una desagradable travesía a Dover en un barco alquilado y algunos retrasos, llegaron a Londres el 23 de abril.

### Londres (abril de 1764 - julio de 1765)

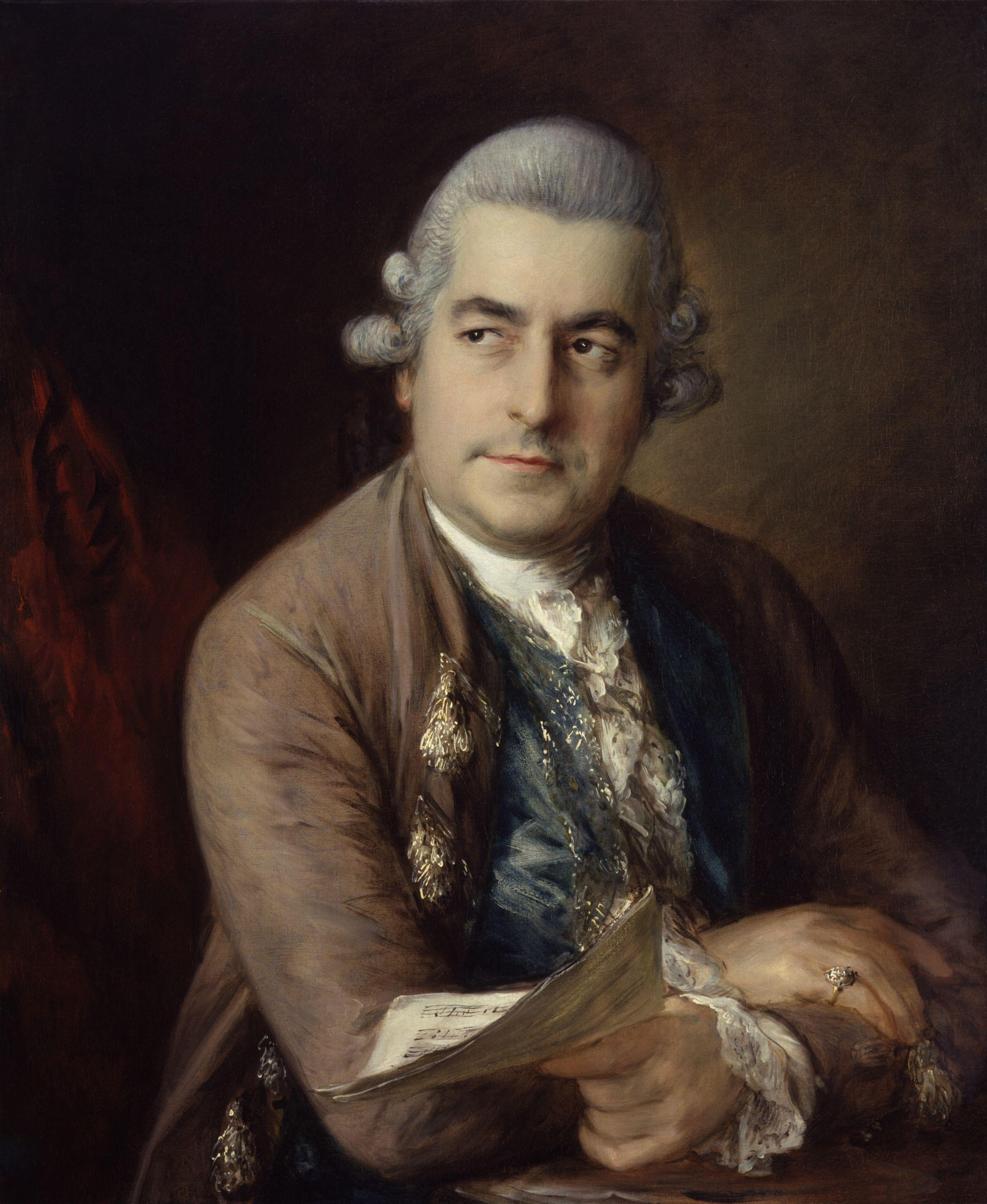
Wolfgang decidió componer sus propias sinfonías por haber conocido a Johann Christian Bach y oído sus sinfonías.

El primer alojamiento en Londres de la familia Mozart fue encima de una barbería en Cecil Court, cerca de la iglesia de St Martin-in-the-Fields en la Ciudad de Westminster. Las cartas de recomendación enviadas desde París fueron eficaces, ya que el 27 de abril los niños actuaron ante el rey Jorge III y su esposa Carlota, que tenía diecinueve años. Hacia el 19 de mayo se fijó una segunda actuación ante el Rey, en la cual el Rey pidió a Wolfgang que interpretara piezas compuestas por Georg Friedrich Händel, Johann Christian Bach y Carl Friedrich Abel. La interpretación de Wolfgang con el órgano impresionó a los asistentes aún más que la que realizó con el clavicordio. Le permitieron que acompañara a la Reina mientras cantaba un aria y luego tomó la parte destinada al bajo continuo en una aria de Händel y, según Leopold, «improvisó la melodía más hermosa de tal manera que todos los presentes se quedaron asombrados».
Gran parte de la nobleza y la alta burguesía se marchaba de la ciudad en verano, pero Leopold estimaba que volverían para las celebraciones del cumpleaños del Rey el 4 de junio y en consecuencia organizó un concierto para el día siguiente. Fue considerado un éxito y Leopold se apresuró a pedir que Wolfgang apareciera en un concierto benéfico para una maternidad el 29 de junio en Ranelagh Pleasure Gardens. Leopold al parecer vio este esfuerzo en apoyar obras caritativas como «un modo de ganarse el amor de esta nación tan especial». Wolfgang fue anunciado como «... el famoso y asombroso maestro Mozart, un niño de siete años...» (de hecho tenía ocho años en esa época), «justamente estimado como el más extraordinario prodigio y el genio más asombroso que ha aparecido a cualquier edad». El 8 de julio tuvo lugar una actuación privada en Grosvenor Place en la casa del conde de Thanet, de la cual Leopold volvió con una inflamación de la garganta y otros síntomas inquietantes. «Prepare su corazón para oír uno de los acontecimientos más tristes», escribió a Hagenauer en previsión de su propio fallecimiento inminente. Estuvo enfermo durante varias semanas y, debido a su estado de salud, la familia se trasladó desde su alojamiento en Cecil Court a una casa en el campo en Ebury Street, entonces considerada parte del pueblo de Chelsea en el actual distrito de Kensington y Chelsea.

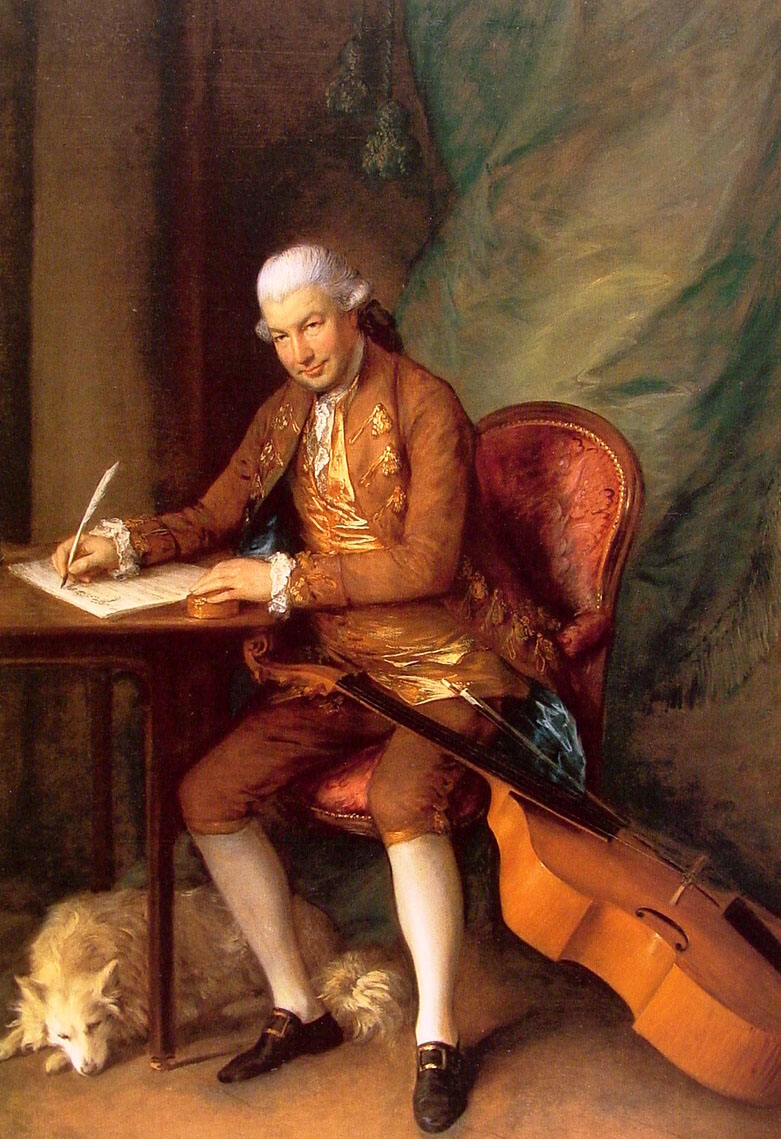
No es seguro que Mozart conociera personalmente a Carl Friedrich Abel, pero Wolfgang conocía sus sinfonías, quizás a través de la serie de conciertos anuales realizados por Bach-Abel, y fue muy influido por ellas.

Durante la enfermedad de Leopold las representaciones fueron imposibles, por lo que Wolfgang cambió sus esfuerzos a la composición de sinfonías. Los recuerdos posteriores de Nannerl dan a entender que este hecho tuvo lugar en Ebury Street, pero hay evidencias que la contradicen. Jane Glover afirma que Wolfgang decidió componer sus propias sinfonías por haber conocido a Johann Christian Bach y escuchado sus sinfonías. No está claro cuándo tuvo lugar el primer encuentro entre Wolfgang y Bach o dónde había oído sus sinfonías, aunque hubiera tocado en su actuación ante el Rey en mayo de 1764 obras para clavicordio compuestas por Bach. Independientemente de la fecha exacta, Wolfgang pronto completó su Sinfonía n.º 1 en mi♭ KV 16 y comenzó la Sinfonía n.º 4 en re KV 19 (Zaslaw concluye que más probablemente fue compuesta, o al menos completada, en La Haya). La sinfonía en re mayor tiene, según afirma Hildesheimer, «una originalidad de melodía y modulación que va más allá de los métodos rutinarios de sus contemporáneos [adultos]». Estas son las primeras composiciones orquestales de Wolfgang, aunque según la hipótesis de Zaslaw existen esbozos de una teórica Sinfonía n.º 0 en el cuaderno musical de Wolfgang. Durante el período en Londres, Wolfgang pudo haber compuesto también tres sinfonías perdidas, identificadas en el Catálogo Köchel de la obra de Mozart solo por sus íncipit (primeros pentagramas). Otras obras tranquilas de Wolfgang compuestas durante su estancia en Londres incluyen varias sonatas instrumentales, la mejor de las cuales, según Hildesheimer, es la Sonata para teclado a cuatro manos en do mayor KV 19d. También compuso sus primeras obras vocales, como el motete Dios es nuestro refugio KV 20 y el aria de tenor Va dal furor portata KV 21. Dedicó a la reina Carlota, a petición suya, un conjunto de sonatas, con flauta travesera suplementaria y partes de violonchelo, y se la entregó con la correspondiente dedicatoria en enero de 1765.
A finales de septiembre, con la recuperación de Leopold, la familia volvió al centro de Londres, a un edificio en Thrift Street (posteriormente llamada Frith Street), en el Soho. Este alojamiento estaba convenientemente ubicado cerca de varias salas de conciertos y de las residencias tanto de Carl Friedrich Abel como de Johann Christian Bach. Bach, hijo de Johann Sebastian Bach, pronto se hizo amigo de la familia; Nannerl recordó más tarde que Bach y Wolfgang (que tenía ocho años) interpretaron una sonata juntos, volviendo a tocar algunos pentagramas individualmente y que «alguien que no mirara habría pensado que estaba siendo interpretado por una única persona». No es seguro que Mozart conociera personalmente a Abel, pero Wolfgang conocía sus sinfonías, quizás a través de la serie de conciertos anuales realizados por Bach-Abel y fue muy influido por ellas. El 25 de octubre, tras una invitación del rey Jorge, los niños actuaron en las celebraciones que conmemoraban el cuarto aniversario del acceso al trono del monarca. Su siguiente aparición pública fue durante un concierto, el 21 de febrero de 1765, ante una audiencia no muy numerosa, ya que coincidió con un concierto de Bach-Abel. Solo dieron un concierto más en Londres, el 13 de mayo, pero entre abril y junio el público podía ir al alojamiento de la familia Mozart donde, por un precio de cinco chelines, Wolfgang interpretaba parte de sus obras musicales. En junio ambos «jóvenes prodigios» actuaron diariamente en Swan and Harp Tavern, en Cornhill, el precio, esta vez, de dos chelines y seis peniques. Este fue, según afirma Sadie, «el último y desesperado esfuerzo de Leopold para obtener guineas del público inglés». Hildesheimer compara esta parte del viaje con un circo itinerante y a la familia Mozart con una familia de acróbatas.
Los Mozart se marcharon de Londres rumbo al continente el 24 de julio de 1765. Antes de esto, Leopold permitió que Wolfgang se sometiera a un examen científico, llevado a cabo por Daines Barrington. Un informe, publicado en Philosophical Transactions of the Royal Society el año 1770, confirma la veracidad de las capacidades excepcionales de Wolfgang. Prácticamente el último acto de la familia en Londres fue el regalo de una copia del manuscrito de Dios es nuestro refugio al Museo Británico.

### Países Bajos (septiembre de 1765 – marzo de 1766)

Nannerl cayó enferma de fiebre tifoidea y llegó a recibir la extremaunción el 21 de octubre de 1765.

Leopold había especificado en sus cartas a Hagenauer que la familia no visitaría las Provincias Unidas de los Países Bajos, sino que iría a París y luego volvería a casa, a Salzburgo. Sin embargo, fue convencido por un enviado de la princesa Carolina de Orange-Nassau, hermana del príncipe Guillermo V, para ir a La Haya y presentar a los niños ante la Princesa, como invitados oficiales de la corte. Después de la llegada de la familia a Calais sufrieron un retraso de un mes en Lille, en primer lugar porque Wolfgang cayó enfermo con amigdalitis, y luego porque Leopold sufrió prolongados ataques de vértigo. A principios de septiembre la familia siguió viaje hacia Gante, donde Wolfgang aprovechó la oportunidad para tocar el nuevo órgano en la capilla de Bernardines y unos días más tarde hizo lo mismo con el de la catedral en Amberes. El 11 de septiembre la familia finalmente llegó a La Haya.
Después de la llegada a La Haya, Nannerl desarrolló un fuerte resfriado y fue incapaz de participar en los primeros conciertos ante la Princesa durante la primera semana. Tampoco pudo actuar ante el Príncipe unos días más tarde. Leopold estaba suficientemente confiado en la recuperación de Nannerl como para anunciar la aparición de ambos prodigios en un concierto que tendría lugar en la sala de Oude Doelen el 30 de septiembre. El anuncio de este concierto afirmaba que la edad de Wolfgang era de ocho años, aunque realmente tenía nueve, pero sí que anunciaba correctamente los catorce años de Nannerl. El anuncio se concentraba en Wolfgang: «todas las oberturas las tocará este joven compositor [...] los amantes de la música pueden retarlo con cualquier música que deseen y él la interpretará en la actuación». No se sabe con certeza si este concierto llegó a realizarse (Sadie cree que pudo haber sido aplazado). Si realmente tuvo lugar, Wolfgang apareció solo, ya que el resfriado de Nannerl se había convertido en fiebre tifoidea. Su estado de salud fue agravándose paulatinamente y el 21 de octubre le dieron la extremaunción. Una visita del médico real provocó un giro radical de su estado, ya que cambió el tratamiento y hacia el final del mes comenzó a recuperarse. Entonces Wolfgang cayó enfermo y hasta mediados de diciembre no se recuperó.

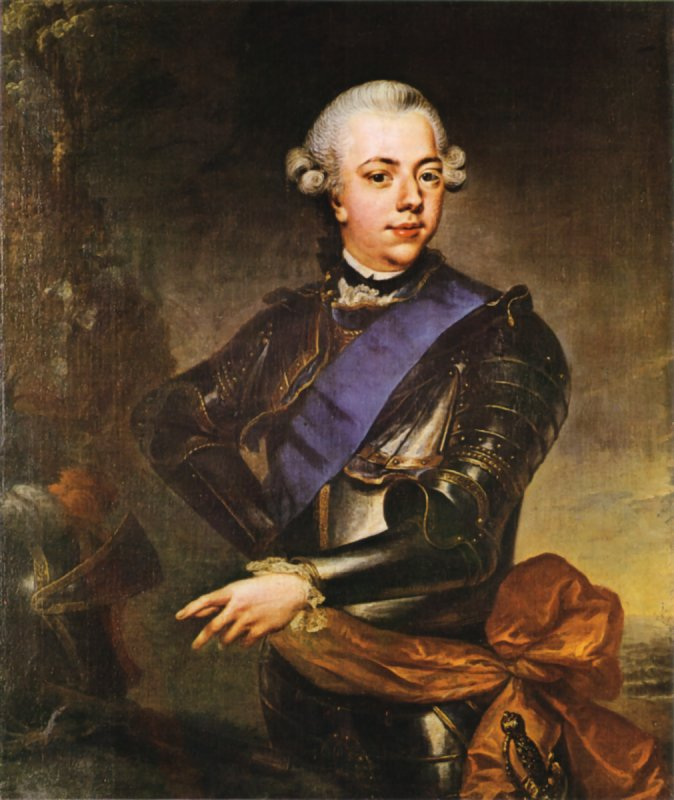
Wolfgang compuso varias obras con motivo de las celebraciones de la mayoría de edad del príncipe Guillermo V.

Ambos niños pudieron aparecer en el Oude Doelen el 22 de enero de 1766, en un concierto que pudo incluir la primera representación pública de una de las sinfonías compuestas por Wolfgang en Londres, la KV 19, y posiblemente de una nueva sinfonía en si♭ mayor (KV 22), compuesta en los Países Bajos. Después de este concierto pasaron un tiempo en Ámsterdam antes de volver a La Haya a principios de marzo. La razón principal de su vuelta fue la proximidad de las celebraciones públicas de la llegada del Príncipe a la mayoría de edad. Wolfgang había compuesto un quodlibet para pequeña orquesta y clavicordio, titulado Galimathias musicum (KV 32), que fue interpretado en un concierto especial para honrar al Príncipe el 11 de marzo. Esta fue una de varias piezas compuestas para la ocasión; Wolfgang también escribió arias para la Princesa que usaban palabras del libreto de Metastasio Artaserse (incluidos en Conservati fedele, KV 23) y variaciones para teclado sobre una canción neerlandesa titulada Laat ons juichen, Batavieren! (KV 24). Escribió un conjunto de sonatas para teclado y violín para la Princesa, como hiciera anteriormente para la Princesa de Francia y para la Reina de Gran Bretaña. Otra sinfonía, KV 45a, comúnmente conocida como Alte Lambacher y que se piensa pudo haber sido compuesta varios años más tarde, también fue escrita en La Haya, posiblemente para el concierto del Príncipe.
La familia abandonó La Haya a finales de marzo, trasladándose primero a Haarlem, donde el organista de la iglesia de Sint-Bavokerk invitó a Wolfgang a que tocara el órgano, uno de los más grandes del país. Desde allí viajaron hacia el este y el sur, dando conciertos a lo largo del camino en Ámsterdam y Utrecht, antes de su salida de los Países Bajos, y viajaron hacia Bruselas y Valenciennes, para llegar de nuevo a París el 10 de mayo.

### Viaje de vuelta (marzo - noviembre de 1766)
La familia permaneció en París durante dos meses. No dieron ningún concierto durante ese período aunque, según Grimm, había interpretaciones de las sinfonías de Wolfgang. Grimm estaba efusivo por el progreso de ambos niños; afirmó que Nannerl «tiene la ejecución más fina y más brillante en el clavicordio» y «nadie excepto su hermano puede privarla de la supremacía». De Wolfgang citó que un Príncipe de Brunswick había dicho que muchos maestros de capilla en el momento culminante de su arte morirían sin conocer lo que el muchacho sabía a la edad de nueve años. «Si estos niños viven», escribió Grimm, «no permanecerán en Salzburgo. Los monarcas pronto discutirán sobre quién debería tenerlos».

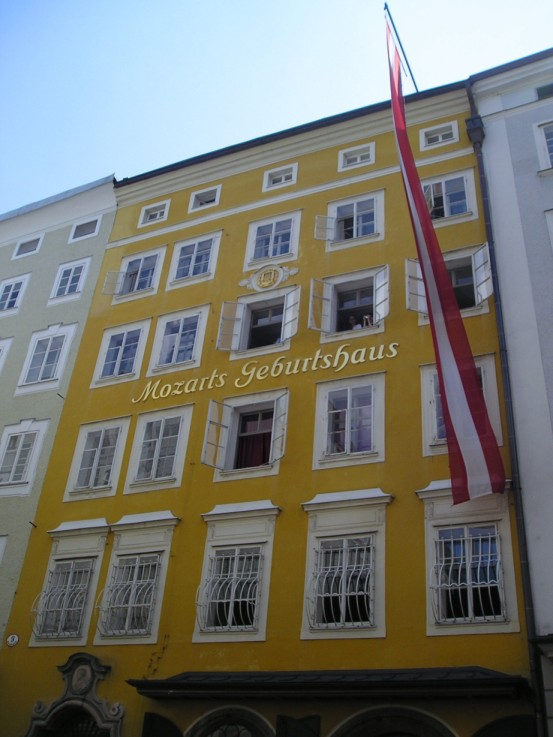
Domicilio de la familia Mozart, en la calle Getreidegasse n.º 9, Salzburgo.

La única música compuesta por Wolfgang que se conserva de esta parte del viaje en París es su Kyrie en fa mayor KV 33, su primera tentativa de escribir música sacra formal. El 9 de julio la familia se marchó de París a Dijon, después de una invitación del Príncipe de Condé, Luis José I. Los niños actuaron en un concierto allí el 19 de julio, acompañados por una orquesta local, sobre cuyos músicos Leopold hizo comentarios de menosprecio: Très mediocre - Un miserable italien detestable - Asini tutti - Un racleur - Rotten. Continuaron su viaje hasta Lyon donde Wolfgang «tocó durante una hora y cuarto con el maestro más capaz de allí, sin quedarse atrás».
Una carta a Hagenauer fechada el 16 de agosto indicó que Leopold deseaba continuar el viaje hasta Turín, luego a través del norte de Italia a Venecia y volver a casa pasando por el Tirol. «Nuestro propio interés y el amor por los viajes deberían habernos inducido a seguir nuestro instinto», escribió, pero añadiendo: «... He dicho que iré [directamente] a casa y mantendré mi palabra». La familia tomó una ruta más corta por Suiza y el 20 de agosto llegaron a Ginebra, donde los niños dieron dos conciertos y fueron recibidos por el distinguido compositor André Ernest Modeste Grétry. Muchos años más tarde Grétry diría de este encuentro: «escribí para él [Wolfgang] un Allegro en mi♭, difícil, pero sin pretensiones; lo tocó y todos, excepto yo, pensaron que era un milagro. El niño nunca había perdido la compostura, pero después de las modulaciones, sustituyó algunos pasajes que yo había escrito». Esta afirmación, que Wolfgang improvisó cuando se encontró con pasajes que no podía interpretar, parece ser el único comentario adverso de todos aquellos que fueron retados a probar las habilidades del joven compositor.
El viaje por Suiza continuó, con conciertos en Lausana y Zúrich. Desde la salida de los Países Bajos, Wolfgang había compuesto poco; una pieza menor para clavicordio, la KV 33b, escrita para los conciertos Zúrich, y más tarde algunas piezas para violonchelo (hoy perdidas) escritas para el Príncipe de Fürstenberg, que recibió al grupo en su llegada a Donaueschingen, en la frontera alemana, el 20 de octubre. Pasaron doce días allí antes de reanudar su viaje hacia Múnich, a donde llegaron el 8 de noviembre. Allí sufrieron un retraso durante casi dos semanas después de que Wolfgang cayera enfermo, pero estaba bastante bien para poder actuar ante el Elector, con Nannerl, el 22 de noviembre. Unos días más tarde marcharon para Salzburgo, llegando a su casa en la calle Getreidegasse n.º 9 el 29 de noviembre de 1766.

## Valoración

### Financiera
El grupo había sobrevivido a los principales reveses, incluyendo varias enfermedades prolongadas que disminuyeron sus ganancias. Aunque Leopold no revelara la suma total de los ingresos del viaje, o sus gastos, los beneficios materiales del viaje claramente habían sido considerables, pero también tuvieron gastos. El bibliotecario de la Abadía de San Pedro en Salzburgo, pensó que los regalos que obtuvieron tenían un valor de aproximadamente 12.000 florines, pero estimaba los gastos totales de la empresa en 20.000 florines. Los gastos eran seguramente altos; en una carta a Hagenauer enviada en septiembre de 1763, después de diez semanas de viaje, Leopold afirmaba que los gastos hasta el momento eran de 1.068 florines, una cantidad cubierta por los ingresos de sus conciertos, aunque no habían realizado ningún exceso significativo. Leopold declaró que «no podíamos ahorrar nada, porque tenemos que viajar según el estilo noble o cortés para la preservación de nuestra salud y la reputación de mi corte». Más tarde constató tras su llegada a París en noviembre de 1763 que tenían «muy poco dinero».
De vez en cuando, las arcas familiares estuvieron llenas. En abril de 1764, cerca del final de la estancia parisiense y después de dos acertados conciertos, Leopold anunció que poco después dejaría en depósito 2200 florines a sus banqueros. Dos meses más tarde, después de los éxitos iniciales de Londres, Leopold depositó algo más de 1.100 florines. Sin embargo, en noviembre de aquel año, después de su enfermedad y con perspectivas de ganancia inciertas, se mostraba preocupado por los altos gastos de su ritmo de vida en Londres e informó a Hagenauer de que había gastado 1.870 florines en el período de cuatro meses desde julio. El verano siguiente, después de poca actividad con los conciertos, Leopold recurrió cada vez más a medidas desesperadas para incrementar sus fondos, incluyendo las representaciones circenses diarias de los niños en Swan and Harp Inn por precios descritos por Jane Glover como humillantes. La inseguridad de la vida itinerante condujo a Leopold a creer, más tarde, que Wolfgang no tenía la suficiente experiencia de la vida para intentar tales viajes solo y necesitaba ser anclado a un sueldo seguro.

### Musical
En términos de desarrollo musical, aunque ambos niños habían avanzado, el progreso de Wolfgang había sido extraordinario, superando cualquier expectativa. Ahora Mozart era conocido en todos los lugares relacionados con la música y en las cortes reales de Europa Occidental. Los niños recibieron una educación excepcional, ya que tuvieron encuentros con reyes, reinas y miembros de la nobleza en sus palacios y pudieron conversar en varias lenguas. Sin embargo, estas ventajas tuvieron un coste; Grimm, en París, notó la tensión y el estrés sobre Wolfgang en particular y había temido que «una fruta tan prematura pudiera caerse antes de la maduración». Sin embargo, Hildesheimer, que también expresa su preocupación, concluye que si la muerte de Mozart a la edad de 35 años hubiera sido causada por los esfuerzos realizados en su niñez, las décadas posteriores no habrían sido tan productivas y los obvios síntomas de este empeoramiento se habrían manifestado.
De la música de Wolfgang compuesta durante el viaje, sobreviven aproximadamente una treintena de obras. Algunas obras posteriores se perdieron, incluyendo las piezas para violonchelo compuestas en Zúrich y varias sinfonías. Entre las que se conservan están las sonatas para teclado escritas en París, Londres y La Haya, cuatro sinfonías, varias arias, la música variada compuesta para el Príncipe de Orange, un kyrie y otras piezas menores. La carrera de Mozart como sinfonista comenzó en Londres donde, además de las influencias directas de Carl Friedrich Abel y Johann Christian Bach, habría escuchado sinfonías de los compositores más importantes de Londres, como Thomas Arne, William Boyce y Giuseppe Sammartini (según Zaslaw «una introducción casi ideal al género»). Zaslaw indica que, aunque las primeras sinfonías no son de la misma clase que las obras maestras posteriores, son comparables por su longitud, complejidad y originalidad con las composiciones de los reconocidos maestros sinfónicos de la época. En verdad, la Sinfonía n.º 6 en mi♭ de Abel era bastante similar en el estilo y la técnica como para pensar que fue compuesta por Mozart y es catalogada como tal (Sinfonía n.º 3 KV 18) en el original del Catálogo Köchel de la obra de Mozart. Sadie observa que la sinfonía KV 22 compuesta en La Haya es mucho más sofisticada que las primeras obras que fueron escritas durante su estancia en Londres.
El progreso creativo de Mozart se refleja de la misma manera en las sonatas compuestas para la Princesa de Orange, que, según Sadie, apuntan un avance considerable en la técnica e ideas sobre las primeras obras compuestas en París y Londres. Las arias compuestas en los Países Bajos incluyen las primeras tentativas de Mozart con la «aria d'affetto» Per pièta, bell'idol mio, KV 73b, que se pensaba se había compuesto mucho más tarde, como indica su alta numeración en el catálogo. Por ello, durante el viaje se vio la transformación de Wolfgang, que pasó de ser un compositor de piezas simples para teclado a un creador con un dominio creciente en una amplia gama de géneros musicales. Esto se puso de manifiesto en su ciudad natal, el 8 de diciembre, cuando una de sus sinfonías (no se sabe con certeza cuál) fue interpretada en la misa mayor de la catedral de Salzburgo. El patrón de Leopold, el príncipe-arzobispo, era francamente escéptico sobre las composiciones de Wolfgang, creyendo que habían sido compuestas por Leopold porque «no eran suficientemente malas como para ser la obra de un niño».

## Repercusiones
Independientemente del verdadero montante de los beneficios financieros obtenidos del viaje, la familia Mozart siguió viviendo en su pequeño apartamento en el n.º 9 de Getreidegasse, mientras Leopold volvía a sus obligaciones como músico de la corte. Sin embargo, los viajes y las actuaciones públicas dominaron los siguientes seis años de la vida de Wolfgang. En septiembre de 1767 la familia inició un nuevo viaje, esta vez a Viena, y permaneció allí (salvo el tiempo en que fueron evacuados debido a una epidemia de viruela) hasta enero de 1769. En diciembre del mismo año Leopold y Wolfgang viajaron a Italia (sin Nannerl, que ya tenía 18 años y no podía ser exhibida como una maravilla infantil). Estuvieron fuera durante dieciséis meses y después volvieron a Milán en agosto de 1771 durante cinco meses más, para asistir a ensayos y representaciones de la ópera de Wolfgang Ascanio in Alba. Realizaron una tercera y última visita a Italia de octubre de 1772 a marzo de 1773, en el que sería el último de sus viajes prolongados. El nuevo príncipe-arzobispo de Salzburgo, Hieronymus von Colloredo, tenía una opinión distinta sobre el papel de sus músicos de corte, que excluía la libertad que Leopold había disfrutado anteriormente y que ahora disfrutaba Wolfgang, al ser un empleado en la corte electoral.